# Heinfried Birlenbach
Heinfried Birlenbach (ur. 7 grudnia 1940 w Birlenbach, dzielnicy Siegen, zm. 11 listopada 2020 w Siegen) – niemiecki lekkoatleta, specjalista pchnięcia kulą, dwukrotny halowy mistrz Europy, trzykrotny olimpijczyk. W czasie swojej kariery reprezentował Republikę Federalną Niemiec.
Wystąpił w pchnięciu kulą we wspólnej reprezentacji Niemiec na igrzyskach olimpijskich w 1964 w Tokio, odpadając w kwalifikacjach. W późniejszych imprezach międzynarodowych reprezentował RFN. Odpadł w kwalifikacjach na europejskich igrzyskach halowych w 1966 w Dortmundzie. Na mistrzostwach Europy w 1966 w Budapeszcie zajął 5. miejsce. Nie dostał się do finału na europejskich igrzyskach halowych w 1967 w Pradze.
Zwyciężył na europejskich igrzyskach halowych w 1968 w Madrycie, wyprzedzając Polaka Władysława Komara i Nikołaja Karasiowa ze Związku Radzieckiego. 20 lipca 1968 w Brescii ustanowił rekord Europy pchnięciem na odległość 20,18 m. Zajął 8. miejsce na igrzyskach olimpijskich w 1968 w Meksyku.
Ponownie zwyciężył na europejskich igrzyskach halowych w 1969 w Belgradzie, wyprzedzając reprezentantów NRD Hartmuta Briesenicka i Heinza-Joachima Rothenburga. Zakwalifikował się do finału na mistrzostwach Europy w 1971 w Helsinkach, ale w nim nie wystąpił wskutek kontuzji. Zajął 7. miejsce w finale igrzysk olimpijskich w 1972 w Monachium, ustanawiając swój rekord życiowy rezultatem 20,37 m.
Birlenbach był mistrzem RFN w pchnięciu kulą w latach 1966–1971 oraz wicemistrzem w tej konkurencji w latach 1963–1965 i 1972. W hali był mistrzem w latach 1965–1970 i wicemistrzem w  1964.
Wielokrotnie poprawiał rekord RFN w pchnięciu kulą do rezultatu 20,35 m, uzyskanego 15 lipca 1970 w Stuttgarcie.